# Андреа Поцо
Андреа Поцо (също: Путеус и Поци; на италиански: Andrea Pozzo) е италиански художник и архитект от епохата на Барока, станал най-известен със своите куполни стенописи в жанра тромп-л'ьой.

## Биография
Андреа Поцо е роден на 30 ноември 1642 година в Тренто, Тирол. Баща му Якоби от Комо е светски брат на Йезуитския орден и водещ теоретик на илюзионната живопис по своето време, трактатът му „От гледната точка на един художник и архитект“ (Perspectivae Pictorum et architectorum) е широко известен. Андреа е брат на по-малко известния архитект, скулптор и художник Фра Джузепе ди Сан Антонио Поцо (също Якопо Антонио Поцо).
От 1702 г. Андреа Поцо живее във Виена по покана на император Леополд I. Най-известен е илюзионният му купол в Йезуитската църква във Виена от 1703 г. Фалшивият купол в църквата „Бадиа дел Санте Флора е Лучия“ в тосканския град Арецо също датира от 1703 г. Освен това той изрисува „Градинския дворец Лихтенщайн“ в Росау (днес квартал на Виена) за князете от Дом Лихтенщайн, но умира преди да успее да завърши нещо друго освен стенописите в „Залата на Херкулес“ (голямата бална зала).
Другите му творби включват перспективните стенописи в римската църква „Свети Игнатий Лойола“, бароковият олтар в главната църква на йезуитите в Рим „Ил Джезу“ и проектирането на катедралата „Свети Николай“ в Любляна. Смята се, че Поцо е проектирал и фасадата на йезуитската църква „Санта Мария Маджоре“ в Триест. Характерни за неговия живописен стил са силните перспективни скъсявания, квадратурната живопис заема много място – за разлика, например, от Себастиано Ричи, който вместо това работи с перспектива на графично изобразяване на даден обект, погледнат отдолу.
Андреа Поцо умира на 31 август 1709 година във Виена.

## Галерия
- Таванна фреска над олтара на Йезуитската църква във Виена
- Илюзионен купол в Йезуитската църква (Виена)
- Илюзионна архитектура, псевдо-колони, прозорци и сводове изрисувани по тавана над наистина съществуващи колони, прозорци и сводове; реалността се слива и прелива в илюзия, внушавайки по-висок таван от колкото всъщност той е; в църквата Сант Игнацио, Рим
- Илюзионна таванна живопис в църквата Сант Игнацио, Рим
- Детайл от илюзионна таванна живопис в църквата Сант Игнацио, Рим
- Илюзионна таванна живопис в църквата Ил Джезу, Рим
- Детайл от илюзионна таванна живопис в църквата Ил Джезу, Рим
- Илюзионен купол в църквата Бадиа дел Санте Флора е Лучия в Арецо
- Залата на Херкулес (голяма бална зала) в Градински дворец Лихтенщайн (собственост на князете от Дом Лихтенщайн, владетели на днешното Княжество Лихтенщайн), намиращ се във Виена, Австрия.

|  | Тази страница частично или изцяло представлява превод на страницата Andrea Pozzo в Уикипедия на немски. Оригиналният текст, както и този превод, са защитени от Лиценза „Криейтив Комънс – Признание – Споделяне на споделеното“, а за съдържание, създадено преди юни 2009 година – от Лиценза за свободна документация на ГНУ. Прегледайте историята на редакциите на оригиналната страница, както и на преводната страница, за да видите списъка на съавторите. ВАЖНО: Този шаблон се отнася единствено до авторските права върху съдържанието на статията. Добавянето му не отменя изискването да се посочват конкретни източници на твърденията, които да бъдат благонадеждни. |